# Gareth Jones (producent)
Gareth Jones (* 1954) je anglický hudební producent a zvukový inženýr. Narodil se ve Warringtonu a v mládí hrál na různé nástroje, avšak více jej zajímala hudební technologie. Později začal pracovat v nahrávacím studiu, mixoval například nahrávky Johna Foxxe či kapely Madness. Později spolupracoval například se skupinami Nick Cave and the Bad Seeds, Wire, Einstürzende Neubauten a Depeche Mode. Roku 2009 získal polské ocenění Człowiek ze Złotym Uchem.